# Rone (musicista)
Rone, pseudonimo di Erwan Castex (Boulogne-Billancourt, 20 giugno 1980), è un musicista francese di musica elettronica.

## Biografia
Quando, nel 2008, realizzò il primo EP con il produttore Agoria e con il label Infiné, destò per la prima volta l'interesse della scena musicale.
Oltre che per una produzione abbastanza regolare di album e EP, si è distinto per le sue collaborazioni con altri artisti, tra cui The National (per l'album Trouble Will Find Me) e Jean-Michel Jarre (album Electronica 2: The Heart of Noise).

## Album
- 2009 : Spanish Breakfast (Infiné)
- 2012 : Tohu Bohu (Infiné)
- 2013 : Tohu Bonus (Infiné)
- 2015 : Creatures (Infiné)
- 2017 : Mirapolis (Infiné)
- 2020 : Room with a View (Infiné)

## EP
- 2008 : Bora	(Infiné)
- 2009 : La Dame Blanche (Infiné)
- 2011 : So So So	(Infiné)
- 2012 : Parade	(Infiné)
- 2013 : Bye Bye Macadam (Infiné)
- 2013 : Let's Go (Infiné)
- 2014 : Apache	(Infiné)
- 2016 : Vood(oo)	(Infiné)

## Colonne sonore
- Parigi, 13Arr. (Les Olympiades, 2021)